# VEXAS-Syndrom
Das VEXAS-Syndrom, Akronym für Vakuolen, Ubiquitin-aktivierendes E1-Enzym, X-chromosomal bedingt, Autoinflammatorisch und Somatisch, ist eine seltene angeborene, erst im Erwachsenenalter sich zeigende autoinflammatorische Erkrankung,.
Die Erstbeschreibung stammt aus dem Jahre 2020 durch die US-amerikanischen Ärzte David B. Beck, Marcela A. Ferrada, Keith A. Sikora und Mitarbeiter.

## Verbreitung
Die Häufigkeit und ein Vererbungsmechanismus sind nicht bekannt.

## Ursache
Der Erkrankung liegen Mutationen im UBA1-Gen auf dem X-Chromosom Genort p11.3 zugrunde, welches für ein Ubiquitin Activating Enzyme kodiert.
Mutationen in diesem Gen finden sich auch bei der X-chromosomalen infantilen Spinalen Muskelatrophie.

## Klinische Erscheinungen
Klinische Kriterien sind:
- Manifestation im Erwachsenenalter beim männlichen Geschlecht
- autoinflammatorische Erkrankung mit wiederkehrenden Fieberepisoden anscheinend ohne Beziehung untereinander

Es besteht eine Überschneidung mit Myelodysplastischem Syndrom und Autoimmunerkrankung.

## Therapie
Im Hinblick auf die Therapie des VEXAS-Syndroms wurde im Jahr 2023 eine systematische Übersichtsarbeit publiziert. Die Autoren haben sehr heterogene Ergebnisse bezüglich der Ansprechraten verschiedener Therapien festgestellt, sodass die Therapie des VEXAS-Syndroms weiterhin herausfordernd ist.